# مالکوم ایکس (فیلم ۱۹۷۲)
«مالکوم ایکس» (انگلیسی: Malcolm X (1972 film)) فیلمی در ژانر مستند به کارگردانی آرنولد پرل است که در سال ۱۹۷۲ منتشر شد.